# Feminismo y guerra civil española

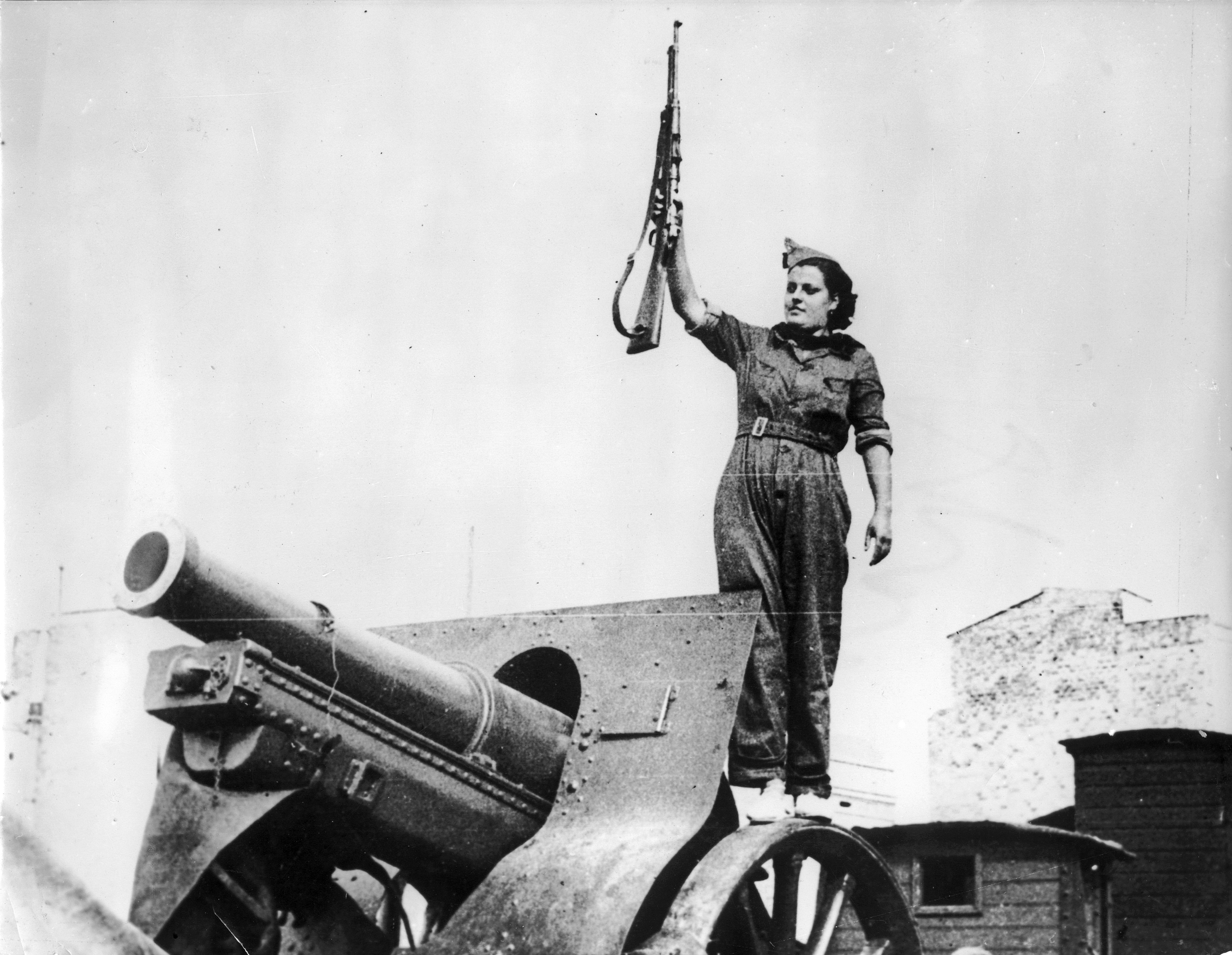
Miliciana posa con un rifle sobre un cañón en Barcelona (1936). La Revolución social española de 1936 se caracterizó por la involucración de las mujeres en el ámbito político y militar, el anticlericalismo y el colectivismo autogestionario de industrias y explicaciones agrícolas.

Las feministas estuvieron involucradas en la guerra civil española, aunque las condiciones de su participación tienen sus raíces antes de la Segunda República. 
El movimiento feminista en España comenzó durante el siglo XIX, con el objetivo de conseguir derechos para las mujeres y luchar para que pudieran aspirar a algo más que su lugar en el hogar. Con el apoyo de varias escritoras españolas, fue uno de los primeros movimientos feministas en introducir este pensamiento dentro del anarquismo. Frente a lo que trataba de hacer el feminismo en otros países, las feministas españolas trataban de conseguir sus objetivos en este período a través de la educación de las mujeres. Cuando las activistas trataban de introducir objetivos feministas en la vida política, por lo general de forma espontánea, las iniciativas se veían rápidamente descartadas por los hombres. Margarita Nelken, María de la O Lejárraga y Carmen de Burgos fueron escritoras importantes de antes de la República que influyeron en el pensamiento feminista dentro de España. 
La dictadura de Miguel Primo de Rivera dio más oportunidades a que las mujeres se involucraran políticamente, con la elección de mujeres para el Congreso de los Diputados. Aunque sin éxito en aquel momento, también se dieron los primeros pasos hacia el sufragio femenino. La independencia femenina, organizada principalmente en Madrid alrededor del Lyceum Club, fue condenada por miembros de la Iglesia católica que la consideraba escandalosa. Las mujeres siguieron estando excluidas de las organizaciones políticas y laborales tales como el Partido Socialista Obrero Español o la Confederación Nacional del Trabajo. 
El feminismo de la República y de la Guerra Civil era típicamente cuestión de "doble militancia" y estaba muy influenciado por el anarquismo y por el compromiso con los avances sociales. Sin embargo, la emancipación de las mujeres se vio constantemente amenazada por los intentos por parte de los partidos de izquierda de evitar que sus oponentes tomaran el poder. La mayoría de los avances obtenidos, incluido el derecho al voto, el matrimonio civil, el aborto y el acceso al control de la natalidad se perdieron antes de la caída de la Segunda República. Clara Campoamor fue la principal defensora del sufragio femenino en este período. 
Durante la Guerra Civil, el feminismo izquierdista dominante adoptó a menudo un enfoque individualista para abordar las desigualdades, con batallas sobre si su autonomía debería ser personal o política. Mujeres Libres, fundada por Lucía Sánchez Saornil, Mercedes Comaposada y Amparo Poch y Gascón en mayo de 1936, se convirtió en una de las organizaciones más importantes para las feministas. Dolores Ibárruri se ganó el apodo de La Pasionaria mientras viajaba por el país para oponerse a las fuerzas franquistas, convirtiéndola en una de las voces feministas más visibles e importantes. 
Francisco Franco y sus fuerzas ganaron la Guerra Civil en 1939. Posteriormente, el feminismo dominante desapareció del discurso público, siendo reemplazado en gran medida por una forma opresiva de feminidad patrocinada por el Estado que no era más que el apoyo a los roles de género tradicionales que negaban la autonomía personal y política de las mujeres. Las normas de género tradicionales regresaron con fuerza. Los escritos de mujeres que se publicaron en el período de posguerra surgieron en gran medida de los trabajos de aristócratas como María Lafitte, la condesa de Campo Alanaga y Lilí Álvarez. Las obras de feministas republicanas de preguerra como Rosa Chacel y María Zambrano, que continuaron escribiendo en el exilio, fueron introducidas en España de contrabando. Como resultado de ello, las contribuciones que las mujeres y las feministas hicieron durante la Guerra Civil fueron en gran medida olvidadas.

## Preludio a la Segunda República (1800 - 1922)
Durante el siglo XIX, las principales defensoras de los derechos de las mujeres en España eran Teresa Claramunt y Teresa Mañe Miravet, ambas provenientes del movimiento anarquista. Ángeles López de Ayala fundó la Sociedad Progresiva Femenina en 1898, una de las primeras organizaciones feministas de España junto con la Sociedad Autónoma de Mujeres de Barcelona que ella misma había fundado en 1892. Se basaban en ideas desarrolladas por las feministas norteamericanas Voltairine de Cleyre y Emma Goldman. Las mujeres españolas fueron de las primeras en introducir el anarquismo en el pensamiento feminista.
El feminismo español en el período entre 1900 y 1930 era distinto de movimientos similares del Reino Unido y Estados Unidos. Provenía de una perspectiva liberal o de izquierda. Las intelectuales feministas españolas de este período son por ejemplo la militante socialista María Cambrils, que publicó Feminismo socialista, Clara Campoamor, Virginia González Polo y Carmen de Burgos. Una de las feministas más notables de antes de la República fue la abogada y reformadora del sistema de prisiones Concepción Arenal. Ella creía que era importante que las mujeres pudieran aspirar a algo más de lo que se podía encontrar en los confines del hogar.
El movimiento feminista comenzó a ganar fuerza en 1915, cuando la Asociación Nacional de Mujeres Españolas (ANME) comenzó a trabajar para abordar las necesidades de las mujeres. El feminismo temprano de ANME se caracterizó por sus inclinaciones de derecha, como resultado de estar asociado con las clases altas de España.
La Sección Varia de Trabajadoras anarco-colectivistas de Sabadell fue fundada en 1884 por Claramunt y otras mujeres de ideas afines. Trabajando con el Ateneo Obreros, las organizaciones trataban de emancipar a hombres y mujeres a través de la educación.
La Agrupación de Trabajadores fue creada como una organización laboral en 1891 por Claramunt para apoyar sus ideales feministas, y pronto organizó reuniones públicas. La organización defendía que las mujeres estaban siendo doblemente castigadas por la sociedad, ya que se esperaba que trabajaran fuera del hogar para mantener a la familia y, al mismo tiempo, debían satisfacer todas las necesidades domésticas del hogar. La organización nunca tuvo mucho éxito en la consecución de sus objetivos, ya que muchas mujeres trabajadoras no creían necesaria su representación por parte de un sindicato.
Belén Ságarra estuvo involucrada con la Sociedad Autónoma de Mujeres de Barcelona, una organización fundada alrededor de 1891. Ella y Claramunt trataron de crear la Asociación Librepensadora de Mujeres. A Ságarra le impidieron hacerlo tras ser arrestada en 1896 por ser anticristiana y promover el pensamiento libre.

### Empleo y organizaciones laborales
Mientras que el 17 % de las mujeres trabajaban por cuenta ajena en 1877, la mayoría eran campesinas que prestaban servicios en la agricultura. A pesar de la industrialización española en España, incluida la de la agricultura en el siglo XX, las normas restrictivas de género tuvieron como consecuencia que solo el 9 % de las mujeres trabajaran por cuenta ajena en 1930. Esto supuso una caída del 12 % o medio millón de mujeres en la fuerza laboral de 1877 a 1930. La prostitución era legal en la España anterior a la Segunda República, y las mujeres blancas y pobres vivían con el temor de ser objeto de tráfico como esclavas. En la década de 1900, las mujeres podían y en algunas ocasiones trabajaban en talleres clandestinos, junto con hombres jóvenes. La mayoría de las mujeres que buscaban trabajo terminaban trabajando en los hogares de los más ricos. Estos trabajos estaban tan mal pagados que las trabajadoras a menudo no conseguían ganar lo suficiente ni para alimentarse ellas mismas. A las mujeres que trabajaban en las fábricas a menudo se les pagaba la mitad del salario que recibían sus homólogos masculinos.   

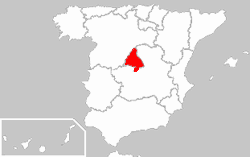
Ubicación de Madrid en España, donde aparecieron la mayor parte de los movimientos en pro del trabajo femenimo y donde tuvieron lugar la mayoría de las protestas de las mujeres se llevaban a cabo en la España pre-republicana.

A pesar de la falta de presencia en la fuerza laboral, las mujeres participaban activamente en protestas laborales en aquellos sectores industriales en los que estaban sobre-representadas. Este fue el caso de las protestas laborales de Madrid en 1830, donde hubo cinco días de disturbios por reducciones salariales y condiciones de trabajo insalubres organizadas por 3000 trabajadoras de la industria del tabaco. Las trabajadoras del tabaco también fueron las primeras en sindicalizarse, creando su primer sindicato en 1918. El sindicato logró que se duplicaran los salarios de sus trabajadoras entre 1914 y 1920. También logró que se triplicaran dichos salarios en 1930. Sus protestas laborales continuaron durante la Segunda República. A pesar de su participación en la organización del trabajo de la industria del tabaco, las mujeres estuvieron ausentes de los movimientos sindicales desde finales del siglo XIX en España. Aunque había pocas oportunidades para las mujeres, algunas lograron obtener puestos gubernamentales de alto rango, aunque fueron pocas y distantes.

### Actividad política
El siglo XIX fue testigo de la aparición de una verdadera clase media en España por primera vez. Esto precipitó el cuestionamiento interno entre la élite española en relación con las desigualdades sociales que habían existido en el país desde la fundación del estado español moderno cuando Isabel de Castilla se casó con Fernando de Aragón, consolidando el territorio español bajo un solo gobierno. Este debate llevó a la creación de la Primera República Española de 1873 a 1874.

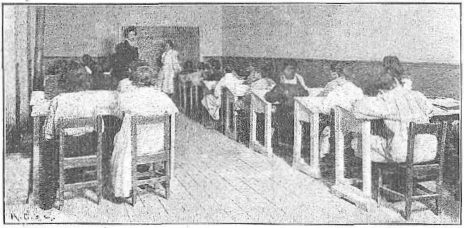
Una clase de matemáticas organizada por la Institución Libre de Enseñanza en 1903 con una maestra.

La Institución Libre de Enseñanza (ILE) fue fundada por intelectuales españoles perseguidos, y dirigida a librepensadores de instituciones educativas fuera del control del gobierno. La ILE fue fundamental en la formación de ideologías que condujeron a la creación de la Segunda República española. Fue revolucionaria en España, ya que fue una de las primeras organizaciones en reconocer el potencial de las mujeres, aunque todavía se consideraba limitado. Con este fin, el miembro de ILE Fernando de Castro, entonces decano de la Universidad de Madrid, creó las "Conferencias dominicales para la educación de la mujer" en 1868. 

#### Participación directa de las mujeres
Como las mujeres en el período pre-republicano se limitaban en gran medida a las tareas domésticas, su actividad política tendía a centrarse, principalmente, en temas relacionados con los consumidores. Las mujeres protestaron y se amotinaron en este período por la escasez de bienes y servicios, los altos alquileres y los altos precios de los bienes de consumo. Sus protestas fueron diseñadas para alentar al gobierno a cambiar sus políticas para abordar estos problemas.
El Partido Socialista Obrero Español (PSOE) fue fundado en 1879 principalmente como una organización de apoyo al movimiento obrero. Su membresía a principios del siglo XX era casi exclusivamente masculina, y los socialistas no tenían interés alguno en los problemas de las mujeres ni en los objetivos feministas. El primer grupo de mujeres dentro del PSOE no se fundó hasta 1902. No sería el último. Los grupos de mujeres del PSOE permanecieron pequeños y subordinados al interés mayoritario, dominado por hombres. A principios de las décadas de 1900, 1910 y 1920 se produjo un aumento significativo en el número de mujeres de la fuerza laboral en sectores como la enfermería y la educación. Estas mujeres también se unieron a los sindicatos. Durante la década de 1920 y principios de la década de 1930, las mujeres se involucraron de forma más activa en los movimientos socialistas. Esto no se tradujo en su participación en el ámbito político, ya que las organizaciones políticas socialistas eran abiertamente hostiles hacia las mujeres y no estaban interesadas en atraer su participación. Cuando las mujeres crearon organizaciones socialistas, fueron accesorias a las gestionadas por los hombres. Este fue el caso del Grupo de Socialistas Feministas de Madrid y el Grupo Socialista Feminista. A diferencia de sus compañeras anarquistas, las mujeres socialistas desempeñaban papeles mucho más pasivos. Como consecuencia de ello, cuando comenzó la Guerra Civil, pocas mujeres socialistas se unieron al frente. Las mujeres socialistas destacadas de este período son por ejemplo Matilde Huici, Matilde Cantos y Matilde de la Torre. Con su participación a través de grupos de mujeres, su defensa fue a menudo ineficaz en la consecución de derechos para las mujeres, ya que su posición dentro de la amplia estructura de gobierno del partido socialista era muy débil.
A pesar de las barreras a su participación política, algunas mujeres anarquistas se involucraron políticamente en este período, teniendo que enfrentarse a tensiones de género que consiguieron limitar su participación. Un ejemplo de dicho conflicto tuvo lugar durante el Congreso de la Confederación Nacional del Trabajo (CNT) de 1918, en el que las tensiones de género entre los anarquistas quedaron visiblemente patentes. Los hombres trataron de usar el Congreso para afirmar su poder sobre las mujeres para establecer objetivos y políticas que les permitieran dominarlas tanto en la esfera pública como en la privada. La razón fundamental de ello fue que los hombres anarquistas no querían que cambiara la dinámica de poder disminuyendo el que ellos tenían.
Pocas mujeres se afiliaron al Partido Comunista de España (PCE); Dolores Ibárruri lo hizo a principios de la década de 1920. Participante activa en la organización de huelgas y firme creyente en los derechos de las mujeres, Ibárruri fue elegida miembro del Comité Central del PCE en 1930. Dos años después, se convirtió en directora de su Comisión de Mujeres.
Antes de la Segunda República, el PSOE reconoció que las trabajadoras carecían de un sistema de becas y de acceso a instalaciones educativas equivalentes a las de sus compañeros varones. Sin embargo, a pesar de esto, no ofrecieron ningún tipo de solución política al problema ni defendieron la necesidad de abordar la educación de las mujeres. El alcance de su activismo a favor de la educación de las mujeres se limitaba a demandas de educación integral para hombres y mujeres. El Grupo Socialista Femenino de Madrid se reunió en 1926 para discutir los derechos de las mujeres. Entre las asistentes estaban Victoria Kent y Clara Campoamor.

### Educación
María de Maeztu era una feminista y pedagoga española de principios del siglo XX. Ayudó a cofundar el Instituto Internacional para Señoritas en España en 1913 como parte de varias iniciativas de colaboración. Dos años después, fundó la Residencia para señoritas. En su lucha por conseguir acceso a la educación para las mujeres durante la época anterior a la República, en 1926 fundó el Lyceum Club con la cooperación del Instituto Internacional para Mujeres Jóvenes. El Club fue el primero de su clase en Madrid. Entre sus filas habría otras feministas españolas importantes tales como Isabel Oyarzabal de Palencia y Victoria Kent. Hacia 1930 tenía más de 500 miembros, así como una delegación en Barcelona.

### Mujeres en el periodismo y la escritura
Margarita Nelken, María Martínez Sierra, Carmen de Burgos y Rosalía de Castro fueron todas ellas importantes escritoras de la República que influyeron en el pensamiento feminista español.

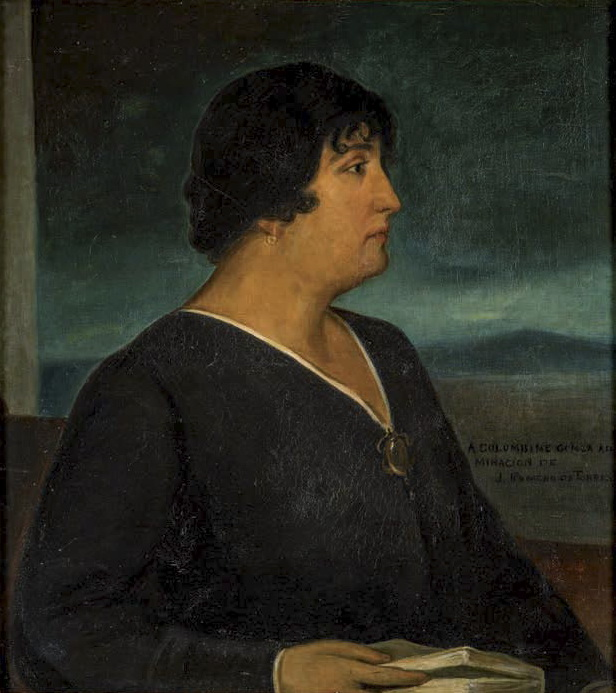
Retrato de Carmen de Burgos por Julio Romero de Torres en 1917

Carmen de Burgos fue principalmente conocida por escribir novelas cortas que se hicieron muy populares, aunque también publicó escritos feministas durante el periodo anterior a la República. Sin perjuicio de ello, su obra La mujer moderna y sus derechos de 1927 fue uno de los trabajos feministas más importantes de su tiempo. Como feminista, empezó su carrera como escritora a principios de la década de 1920 siendo una feminista relativamente moderada. Habiendo escrito para varios diarios liberales y progresistas entre los 1900 y los 1920s, con el paso del tiempo y hacia la última parte de la década se hizo más radical y formó parte de la primera ola del feminismo. Como feminista, luchaba porque se introdujeran reformas al sistema legal español, incluyendo la legalización del divorcio y el sufragio femenino.
María Martínez Sierra escribió con el seudónimo de Gregorio Martínez Sierra, publicando una serie de cuatro ensayos con el nombre de su esposo durante el período entre 1916 a 1932. Entre estos ensayos se encontraban Cartas a las mujeres de España, Feminismo, feminidad, españolismo, La mujer moderna y Nuevas cartas a las mujeres de España. No fue hasta la muerte de su esposo en 1947 cuando María de la O Lejárraga reclamó la autoría de estos escritos y admitió haber utilizado a propósito un nombre masculino para ganar credibilidad. El feminismo que defendían estas obras resultaba paradójico dado que se suponía de autoría masculina. Su amplio elenco de trabajos feministas también buscó referencias fuera del feminismo construido por mujeres en Norteamérica y Gran Bretaña, pero fue también bien recibido dentro de España ya que sus obras se representaron en los teatros de Madrid. Una de sus principales contribuciones fue cambiar el medio desde el cual se compartían los temas feministas, ocupándose en su caso fundamentalmente del problema de la subordinación de las mujeres.
La condición Social de la mujer en España fue el trabajo más notable de Margarita Nelken durante este periodo. Publicado en 1919,  era revolucionario dentro del feminismo español por cuanto iba más allá de realizar una simple descripción de los problemas de mujeres a proponer soluciones para los mismos, defendiendo cambios en las relaciones de las mujeres con otros grupos tales como los sindicatos y otras asociaciones de hombres de clase media, de mujeres de clases diferentes, e instituciones tales como la Iglesia católica. Escribiendo desde una perspectiva socialista, sus trabajos feministas trataban el conflicto sobre los roles que se esperaba que desempeñaran las mujeres en una sociedad patriarcal.
Rosalía de Castro, nacida en 1837 en Santiago de Compostela, escribió novelas desde el punto de vista de una mujer que trataba del sufrimiento a manos de los hombres, debido a la violencia justificada por la sociedad patriarcal en la que tenía lugar. Su trabajo pasó a tener un enfoque más realista sobre la condición de las mujeres, y sus problemas para superar las injusticias sociales que las encadenaban a un determinado modo de vida. Jugó una función importante en la solicitud de asistencia para las mujeres que buscaban justicia por la violencia de la que habían sido víctimas.

## Dictadura de Primo de Rivera (1923-1930)
La dictadura de Primo de Rivera empezó en 1923 y estuvo vigente hasta 1929, llevando a la convocatoria de elecciones en junio de 1931.
Este periodo fue testigo de pocos hitos feministas en España. Cuando las mujeres se organizaban, los hombres consideraban sus actividades objeto de broma. La independencia femenina, principalmente organizada en Madrid alrededor del Lyceum Club, fue condenada por miembros de la Iglesia católica que la veían como escandalosa. Algunos hombres la veían como una amenaza al statu quo. Las feministas en el periodo de la dictadura a menudo se centraron en acciones limitadas pero claras de no conformarse sobre el enfoque que se daba a la condición de mujer. La mayoría de su actividad estuvo dedicada a la creación de obras de ficción que canalizaban su crítica social. Hacia 1920, existían también otras organizaciones feministas, aunque mucho menos visibles y con menos éxito a la hora de alcanzar sus objetivos. Entre ellas estaban la Asociación Progresiva Femenina en Barcelona, la Sociedad Concepción Arenal en Valencia o el Grupo de Acción Social Femenino en Madrid. La mayoría de miembros venían de familias de clase media, y consiguientemente no representaban al espectro más amplio de mujeres en España. El Grupo Socialista Femenino de Madrid se reunió en 1926 para tratar sobre los derechos de las mujeres. Entre las asistentes a dicha reunión estuvieron Victoria Kent y Clara Campoamor.
En los años que llevaron hacia la constitución de la Segunda República y hacia la Guerra Civil, muchas mujeres de clase media y alta se hicieron feministas a raíz de su educación en internados, lejos de la influencia de sus padres, que no podían por tanto guiar la evolución de sus pensamientos políticos ni animarlas hacia el pensamiento político, ni adoctrinarlas en una estructura de clases esencialmente dirigida a reforzar la normas sociales de género. En el caso de las familias de izquierdas, no era extraño que sus hijas se hicieran feministas como resultado de su influencia. En el caso de las familias más conservadoras, a menudo sus hijas se hacían feministas como reacción a la imposición de estrictas normas de género que llevaban a la ruptura de los lazos familiares.

### Actividad política
Las mujeres que se involucraron en la actividad política en el periodo anterior a la República a menudo lo hicieron de forma espontánea. Las mujeres eran a menudo ignoradas por los dirigentes políticos de izquierda. A pesar de ello, los disturbios y protestas que convocaron estas mujeres contribuyeron a aumentar la conciencia política sobre la necesidad de que las mujeres fueran más activas en las esferas sociales y políticas de cara a conseguir mejoras para sus propias vidas y las de otras mujeres.
Las mujeres de clase media en cascos urbanos, liberadas del trabajo doméstico, comenzaron un grupo de cabildeo para conseguir cambios que mejoraran sus propias vidas, solicitando modificaciones en las leyes de divorcio, una educación mejor e igualdad de salarios. Cuándo los políticos se encontraban frente a estas demandas, a menudo las etiquetaban como "asuntos de mujeres". No se consiguió ninguna reforma seria durante la dictadura de Primo de Rivera.
Las sesiones de las Cortes Generales de 1927-1929 comenzaron a redactar una nueva constitución española que inicialmente habría reconocido el derecho pleno de las mujeres al voto en su Artículo 55.  El artículo no fue aprobado. A pesar de todo, las mujeres podían ser elegidas como representantes en el Congreso de los Diputados, y 15 mujeres fueron elegidas el 10 de octubre de 1927. Trece eran miembros de los Representantes de Actividades de Vida Nacionales. Otras dos eran Representantes del Estado: entre ellas estaban María de Maeztu, Micaela Díaz y Concepción Loring.  Durante la sesión inaugural del Congreso de los Diputados de 1927, el Presidente de la Asamblea dio expresamente la bienvenida a las mujeres recién llegadas, declarando que su exclusión del Parlamento hasta ese momento había sido injusta. Loring Heredia interrumpió la sesión exigiendo una explicación del ministro de Instrucción Pública y Bellas Artes el 23 de noviembre de 1927, en lo que fue la primera vez que una mujer había hablado desde el Congreso de los Diputados.

## Segunda República española (1931 - 1937)
Uno de los aspectos más importantes de la Segunda República para las mujeres es que por fin se les permitió formalmente involucrarse en la esfera pública en masa. El periodo fue también testigo del reconocimiento de varios derechos de las mujeres por primera vez, incluyendo sufragio, divorcio y acceso a educación superior.  Ello fue consecuencia de acciones feministas de antes de la Segunda República y se mantuvo en tanto estuvo en vigor.
El feminismo durante la República y la Guerra Civil fue típicamente de "doble militancia" y se vio muy influido por el anarquismo y su concepción de la función que el feminismo debía jugar en la sociedad. La Guerra Civil serviría como punto de inflexión para la acción feminista dentro de España.  Habría poca continuidad entre el feminismo de preguerra y el de posguerra.

### Elecciones en la Segunda República

"República Española" (1931) por el pintor Teodoro Andreu.

La monarquía española terminó en 1931. Después de esta y al finalizar la Dictadura de Primo de Rivera, se constituyó la Segunda República. La Segunda República celebró tres elecciones generales antes de ser reemplazada por la dictadura de Franco. Las elecciones tuvieron lugar en 1931, 1933 y 1936.

#### Elecciones de junio de 1931
Tras el fracaso de la dictadura de Primo de Rivera, España se puso a trabajar en una constitución.  El borrador inicial no daba a las mujeres el derecho de voto, aunque sí el de poder presentarse como candidatas el 8 de mayo de 1931 para las elecciones de junio. Tres mujeres fueron elegidas al parlamento en las  elecciones de 1931: Clara Campoamor Rodríguez, Victoria Kent Siano y Margarita Nelken y Mansbergen.
Campoamor, al abogar por el sufragio de las mujeres en las Cortes el 1 de octubre de 1931, declaró que no debía otorgarse a las mujeres el derecho de votar como premio, si no como compensación por haber luchado en favor de la República.  Las mujeres protestaron contra la guerra en Marruecos, en Zaragoza lo hicieron contra la guerra de Cuba y en números aún mayores protestaron contra la clausura del Ateneo de Madrid por el gobierno de Primo de Rivera.  Campoamor también defendió que la inclusión de las mujeres era fundamental para salvar la República al ser un grupo políticamente comprometido, de manera que no se repitieran los errores de la República francesa.
Kent, en cambio, tuvo mucho más apoyo de la derecha española, incluyendo católicos y tradicionalistas, durante el periodo de debate constitucional al oponerse, junto a Nelken, contra el sufragio de las mujeres, creyendo las mujeres votarían conforme a lo que les dictaran sus maridos y la Iglesia católica. También creían que la mayoría de las mujeres eran demasiado analfabetas para votar con criterio, y que su participación como electoras iría en contra de los objetivos de la República y de los derechos de las mujeres. Kent y Campoamor tuvieron un interesante debate sobre el asunto, recibiendo amplia cobertura por parte de la prensa sobre sus argumentos respecto del sufragio de las mujeres.

#### Elecciones de 1933

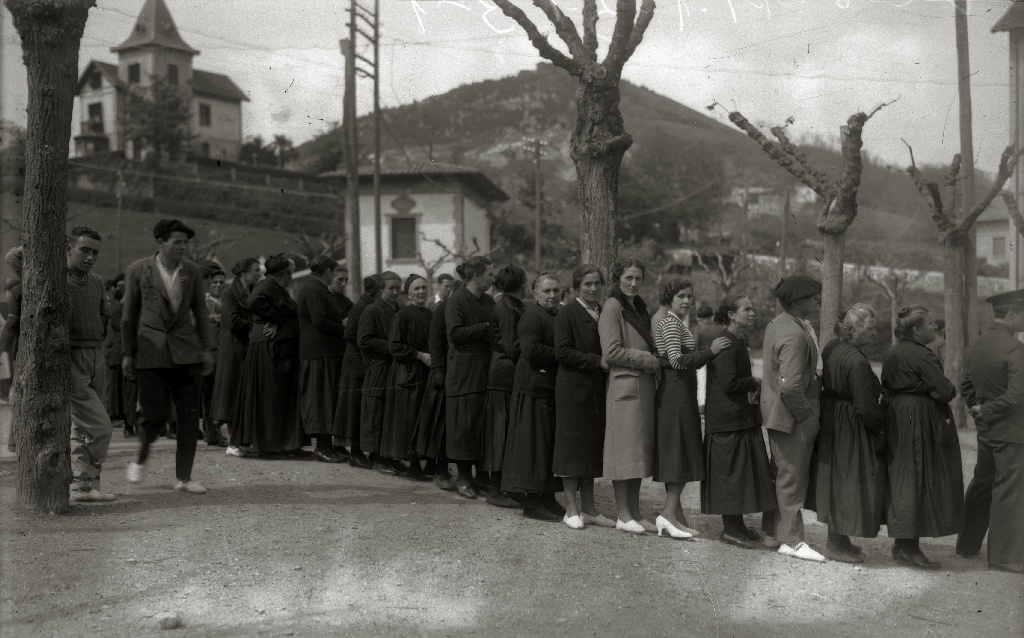
Hombres y mujeres hacen cola en la Escuela Biteri en Hernani para votar en las elecciones de 1933.

Las mujeres pudieron votar en unas elecciones generales por primera vez en 1933. La victoria de las facciones conservadoras en las elecciones de 1933 se achacó a las mujeres y el sentido de su voto.  Se consideraba que estaban controladas por la Iglesia.
Campoamor y Kent, perdieron sus escaños en las Cortes en estas elecciones. Campoamor, que había sido la más activa de las tres mujeres elegidas en 1931,  había sido interrumpida en el congreso durante el tiempo que mantuvo su escaño por su apoyo al divorcio.  Continuó prestando servicios en el gobierno al ser nombrada Directora de Bienestar Público más tarde ese mismo año. Sin embargo, dejó el cargo en 1934, en protesta por la respuesta del gobierno frente a la Revolución de Asturias de 1934.
Nelken se enfrentó a problemas similares en el Cortes.  Su madre era francesa y su padre era un judío alemán.  Como consecuencia de ello, antes de ser elegida en 1931, Nelken tuvo que superar procedimientos burocráticos especiales para asegurar que se nacionalizaba como ciudadana española.  Sus intereses políticos fueron minusvalorados por sus compañeros hombres, incluyendo al Primer ministro Manuel Azaña. Sus creencias feministas preocupaban y amenazaban a sus colegas hombres en las Cortes.  A pesar de todo, fue reelegida en 1933, teniendo que hacer frente a ataques en los medios de comunicación. Fue una irritación constante para los miembros de su partido que a veces recurrieron a ataques racistas en las Cortes para bajarle los humos a Nelken. A pesar de todo, ella perseveró, obteniendo escaño en las elecciones de 1931, 1933 y 1936. La desilusión con su partido la llevó a cambiar su afiliación al Partido Comunista en 1937.

#### Elecciones de febrero de 1936
Las elecciones de febrero de 1936 dieron de nuevo lugar a un gobierno de izquierdas.  En coalición, los diversos grupos de izquierda formaron el Frente Popular. Reemplazaron a un represor gobierno de derechas que estuvo en el poder durante los dos años anteriores.
El Frente Popular ganó las elecciones en febrero de 1936 con una plataforma progresista, prometiendo reformas de calado en el gobierno.  En respuesta, nada más empezar la izquierda a preparar sus planes de reforma para deshacer algunas de las acciones del gobierno anterior, el ejército comenzó a planificar cómo derrocar al gobierno. El Frente popular, en cambio, no quiso proporcionar armas a sus seguidores, temiendo que lucharan contra el propio Gobierno.

### Organizaciones feministas

#### Unión Republicana de Mujeres
Clara Campoamor creó la Unión Republicana de Mujeres al principio de la Segunda República. La Unión Republicana de Mujeres defendía exclusivamente el sufragio de las mujeres. A menudo generó polémica con su enfrentamiento con la Asociación Nacional de Mujeres Españolas de Kent, y su oposición al sufragio de las mujeres.  Creyeron que ese era el momento para actuar, y que si no lo hacían,  era posible que nunca se llegara a conceder a las mujeres el derecho de votar.

#### Asociación Nacional de Mujeres Españolas
Victoria Kent y Margarita Nelken fundaron la Asociación Nacional de Mujeres Españolas (ANME) en 1918. La ANME era una organización socialista radical en el momento de su concepción, alineada con el Partido Socialista Obrero Español o PSOE. La organización estaba en contra del sufragio femenino, aunque sus fundadoras eran diputadas en las Cortes.  Creían que si se otorgaba a las mujeres el derecho al voto, la mayor parte de las mujeres votarían siguiendo lo que les indicaran sus maridos y la Iglesia católica. Esto dañaría la naturaleza secular de la Segunda República, trayendo democráticamente un gobierno de derechas. Creían que era mejor ocuparse de otros asuntos a los que también se enfrentaban las mujeres en aquel momento y dejar el tema del sufragio de las mujeres para más adelante, cuándo estas hubieran recibido más educación y la amenaza de que se eligiera a la derecha fuera menor.  Los puntos de vista de Kent llevaron al mayor y más visible conflicto feminista: su desacuerdo y batalla pública con Campoamor durante ese periodo.

### Actividad política
El cambiante paisaje político de la Segunda República supuso que por primera vez en la historia existía un entorno en el que las organizaciones políticas de mujeres podrían florecer.
En gran medida, las mujeres estaban apartadas de los grupos políticos organizados en época, incluso de aquellos que decían estar a favor de la igualdad de género. Sindicatos importantes como la Unión General de Trabajadores (UGT) o la Confederación Nacional del Trabajo (CNT) ignoraban las necesidades específicas de las mujeres, incluyendo el permiso de maternidad, prestaciones para el cuidado de la familia e igualdad de salario; en cambio, se centraban en las necesidades generales o en las necesidades de las plantillas masculinas a las que representaban. La CNT perpetuaba la desigualdad de género, pagando a sus empleadas mujeres menos que a los hombres en posiciones comparables. En torno a 1932, sólo el 4 % de los afiliados de UGT eran mujeres.
Uno de los retos más importantes a los que se enfrentaron las mujeres de la izquierda era el marxismo, que priorizaba la cuestión de la igualdad de clases por encima de los asuntos de género. Para anarquistas, sindicalistas, y mujeres comunistas y socialistas, ello a menudo tuvo como consecuencia que los líderes de género masculino desestimaban las necesidades de las mujeres. A las mujeres no se les permitía participar en su plan de acción ya que sus necesidades no estaban directamente relacionadas con la lucha de clases. Algunos hombres de izquierdas, tanto de partidos políticos como de sindicatos, estaban en contra de la entrada de la mujer en el mercado laboral, pues consideraban que sus salarios inferiores podían ser un incentivo para los empresarios para reducir también los salarios de los hombres.
A pesar de las diferencias ideológicas, las mujeres comunistas, republicanas y socialistas se reunían para tratar los asuntos políticos del momento. Además trabajaban juntas para movilizar a las mujeres para que protestaran por cuestiones que consideraban importantes. Una de estas movilizaciones tuvo lugar en 1934, cuando el gobierno Republicano se planteó llamar a filas a los militares en reserva para llevar a cabo una acción militar en Marruecos. En pocas horas la noticia llegó a las calles, y las mujeres comunistas, republicanas y socialistas organizaron una marcha de mujeres en Madrid para protestar contra dicha propuesta. Muchas de ellas fueron arrestadas, llevadas a la jefatura de policía y más tarde liberadas.

#### Anarquistas
En general, el liderazgo masculino del movimiento anarquista excluyó deliberadamente a las mujeres y se dedicó a desanimarlas para que no trataran de conseguir posiciones de liderazgo. Las mujeres fueron eficazmente mantenidas fuera de las dos principales organizaciones, la Confederación Nacional del Trabajo (CNT) y la Federación Anarquista Ibérica (FAI).
En torno a julio de 1935, la CNT tenía una afiliación de en torno a  850 000 miembros, y  organizados por región y sector de ocupación. A pesar del importante número de mujeres afiliadas, la CNT ignoró también sus necesidades concretas y, como ya se ha mencionado, se centraron en las generales o en las de los hombres,  perpetuando además la desigualdad salarial.
La FAI fue creada por algunos militantes de la CNT. Las mujeres tuvieron muchas dificultades para unirse a la organización, y aún más para llegar a posiciones de liderazgo.
La Federació Ibèrica de Joventuts Libertàries (FIJL, JJLL o JJAA) fue fundada en 1932 como una organización de juventudes anarquistas, para convertirse posteriormente en la tercera organización anarquista más importante de la época. Como la CNT y la FAI, en general ignoró los asuntos de las mujeres y las desanimó de que se implicaran en su gobernabilidad. También como la FAI y la CNT, se centró en los derechos de la clase trabajadora española.
Mujeres libres
Las tensiones existentes dentro del movimiento anarquista, que resultaron en la exclusión o el desaliento a las mujeres por parte de los líderes, finalmente llevaron a la creación de Mujeres Libres por Lucía Sánchez Saornil, Mercedes Comaposada y Amparo Poch y Gascón en mayo de 1936, poco antes del inicio de la Guerra Civil. Suceso Portales fue vicesecretaria nacional de la organización. Inicialmente basada en Madrid y Barcelona, la organización tenía el propósito de buscar la emancipación de las mujeres. Uno de sus objetivos era "luchar contra la triple esclavitud que (las mujeres) ha sufrido: la esclavitud de la ignorancia, la esclavitud como mujeres y la esclavitud como trabajadoras". La organización arrastró a muchas milicianas del movimiento anarquista.
Mujeres Libres organizó clases de contenido ideológico diseñadas para sensibilizar a las mujeres. Comparadas con sus compañeras de la segunda ola feminista de los Estados Unidos, fueron más radicales en su objetivo de capacitar a las mujeres, ofrecer sesiones de información sobre la salud, y clases de lectura. Se consideraba que facilitar el acceso a la información de las mujeres era fundamental si querían participar en el movimiento revolucionario. La falta de educación era una de las razones por las que los hombres desestimaban a muchas de las mujeres en el movimiento, y Mujeres Libres trató de vencer este enfoque sexista.  En la creencia de que la liberación de las mujeres requeriría variedad de medidas, se acercaron al feminismo interseccional. Mujeres Libres también constituyó un ateneo libertario que actuó a nivel local y con una gobernanza descentralizada, y que era accesible a todo el mundo. Evitaron el compromiso político directo a través del lobbying al gobierno. No se identificaron como feministas, pues consideraban que los objetivos de las feministas de la época tenían un alcance muy limitado frente a la libertad que ellas buscaban para sus compañeras, percibiendo el feminismo como demasiado burgués. No fue hasta la década de 1990 que los académicos comenzaron a clasificarlas como feministas.

#### Antifascistas
El Partido Obrero de Unificación Marxista (POUM) fue una de las principales organizaciones antifascistas durante la Segunda República. Sus objetivos en la primera parte de este período incluian el empoderar a las mujeres de la clase trabajadora. Con este fin, la Secretaría de la Mujer puso en marcha comités de mujeres de vecindario para abordar las preocupaciones cotidianas de las mujeres que vivían en áreas específicas. La Secretaría de la Mujer del POUM también impartió formación sobre el uso de armas para mujeres en ciudades como Barcelona. Querían que las mujeres se sintieran preparadas para una guerra que parecía inevitable.  
Conocido como la Agrupación Cultural de Mujeres en Barcelona, el grupo de mujeres del POUM también organizó clases que atraían a cientos de mujeres participantes. Se centraban en higiene, tejer, costura, lectura, bienestar infantil y cubrían una amplia gama de temas, incluido el socialismo, los derechos de las mujeres y el origen de las identidades religiosas y sociales. En este período se mantuvieron contactos entre Alfredo Martínez del POUM y las directoras de Mujeres Libres en Madrid sobre la posibilidad de formar una alianza, aunque finalmente no se llegó a nada.  

#### Comunistas
Durante la Segunda República, el Partido Comunista de España (PCE) fue la principal organización política comunista en España. Los comunistas comenzaron a reconocer la importancia de las mujeres durante la Segunda República, y comenzaron a buscar activamente mujeres para ampliar su base femenina en 1932. Para avanzar en este objetivo, se creó la primera organización comunista de mujeres, el Comité de Mujeres contra la Guerra y el Fascismo en España, para atraer a las mujeres a los sindicatos comunistas en 1933. La membresía para mujeres en la sección de Asturias del PCE en 1932 era de unas 330 mujeres, y continuó creciendo. Para 1937, se había incrementado hasta 1.800 mujeres.  
El Comité Español de Mujeres contra la Guerra y el Fascismo fue fundado como organización de mujeres afiliada al Partido Comunista de España en 1933. Era un movimiento feminista de clase media. Como resultado de la dirección masculina del PCE que intentaba sacar a las mujeres de los roles más activos dentro del movimiento comunista, alrededor de 1934 se cambió el nombre por el de Comité a favor de los Niños de la Clase trabajadora, después de la huelga de los mineros asturianos. Dolores Ibárruri, Carmen Loyola, Encarnación Fuyola Miret, Irene Falcón, Elisa Úriz Pi y María Martínez Sierra, asistieron a la reunión del Comité Mundial de Mujeres contra la Guerra y el Fascismo de 1933 en Francia como parte de un grupo mayor en representación de las facciones comunistas, anarquistas y socialistas de España.  
Como respuesta a las protestas de mineros en Asturias, el gobierno de la Segunda República arrestó a miles de mineros y clausuró sus centros de trabajo. Las mujeres se sublevaron en apoyo a los mineros huelguistas y encarcelados exigiendo su liberación y buscando trabajos para apoyar sus familias. El liderazgo masculino del PCE trató de buscar funciones para las mujeres que se ajustaran mejor a su género y  al marco legal más conservador que estaba en boga durante la Segunda República. El objetivo del PCE, que consiguieron, fue desalentar la participación activa de las mujeres en las protestas laborales.
El VII Congreso Comintern  de Moscú en 1935 tuvo dos representantes del PCE, Ibárruri y José Díaz Ramos. Ibárruri se fue haciendo famosa durante la Segunda República, a la vez que quedó vinculada a la ilegalización del Partido Comunista, al haber sigo perseguida a menudo por la policía española.  Ello hizo difícil que pudiera viajar, tanto dentro como fuera de España. Estar demasiado cercana a ella también podía tener consecuencias. Juanita Corzo, una joven de 23 años miembro de Mujeres contra la Guerra, fue sentenciada a muerte en 1939 por ayudar a Ibárruri, aunque más tarde se le conmutó la pena por cadena perpetua.
Las mujeres del Partido Comunista de España tuvieron que hacer frente al sexismo de manera habitual en su día a día, lo que les impidió llegar a puestos de liderazgo. Les negaron la posibilidad de instruirse al mantenerlas fuera de las clases de formación ideológicas.  Al mismo tiempo, los hombres insistían en que las mujeres no eran capaces de liderar porque no habían sido educadas para ello. El sexismo al que se enfrentaban estas mujeres de izquierdas era similar al de sus contrapartes en la derecha, a las que se mantenía fuera de las actividades de la Iglesia católica por la misma razón.
Para la Festividad de los Mayos de 1936, el Partido Comunista de España trabajó duro para dar la impresión de que eran uno de los grupos políticos dominantes en el país; para ello trajeron a muchos miembros del partido a Madrid. Consiguieron que centenares de mujeres Comunistas y Socialistas participaran en una manifestación, en la que cantaban: ¡Hijos sí, maridos no!  Con sus puños en alto, tras enormes pancartas que mostraban a Stalin y a Lenin.  Aquel año, el partido también tuvo éxito en convencer a muchas mujeres socialistas para que se pasaran al bolchevismo.

#### Republicanas
El Partido de Unión Republicana (PUR) era el mayor partido republicano. A pesar de la fragmentación de la izquierda, había centros comunitarios de mujeres comunistas y del PUR, en los que se relacionaban las mujeres de izquierdas y hablaban de la situación política del momento durante el periodo inicial de la Segunda República. Entre sus participantes estuvieron Dolores Ibárruri, Victoria Kent y Clara Campoamor.  Muchas de estas mujeres estaban muy versadas en estos temas, incluso más que muchos de sus compañeros hombres. Esta colaboración entre partidos era vista por los dirigentes hombres como una amenaza.  Así, los líderes del Partido de Unión Republicano en 1934 las pararon poniendo a agentes de policía en la entrada para mantener a las miembros de otros partidos fuera de aquellas reuniones. Como consecuencia de ello, muchas mujeres dejaron el Partido de Unión Republicano.

#### Socialistas
Entre las mujeres socialistas más prominentes del momento cabe mencionar a Matilde Huici, Matilde Cantos y Matilde de la Torre. Los comités de mujeres  no tenían mucha fuerza dentro de la estructura de gobierno del partido socialista.  Como consecuencia ello, no tuvieron mucho éxito en su defensa de los derechos de las mujeres.
Algunos hombres dentro del PSOE comenzaron a propugnar un enfoque más agresivo de oposición a la derecha española, y manteniendo este mismo punto de vista a medida que avanzaba la Segunda República sobreviviendo en medio de cada vez más numerosos conflictos laborales y luchas de poder entre los hombres.  Sin embargo estas ideas no llegaron a convencer a las mujeres.
Nelken era la dirigente política de las mujeres del PSOE. Sus creencias feministas preocupaban y amenazaban a sus compañeros masculinos en las Cortes. Sin embargo, Nelken fue la única mujer que ganó tres veces las elecciones durante la Segunda República. Ganó las elecciones en 1931, 1933 y 1936.  La desilusión con el partido la llevó a afiliarse al Partido Comunista en 1937. Durante el periodo inmediatamente anterior a la Guerra Civil, Campoamor trató de volver a unirse a los socialistas españoles pero fue rechazada en diversas ocasiones. Su apoyo al sufragio universal, al divorcio y sus objetivos feministas hicieron de ella un anatema para la cúpula del partido dominada por hombres.  Finalmente, en 1938, se exilió en Argentina. María Martínez Sierra fue diputada socialista durante una época en 1933.

### La revolución de octubre de 1934

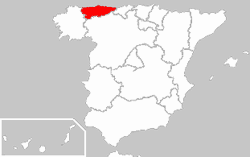
Ubicación de Asturias, España.

Las mujeres jugaron importantes papeles desde bambalinas en uno de los primeros conflictos importantes de la Segunda República, cuándo milicias de trabajadores tomaron el control de las minas en Asturias. Originalmente planeada como huelga nacional, el conflicto tan solo se implantó en Asturias. Algunas mujeres se implicaron en propaganda y otras en asistir a los mineros. Después de que el gobierno sofocara la insurrección con legionarios marroquíes, unas 30.000 personas fueron enviadas a prisión y otras 1.000 murieron. Un buen número de las personas que fueron encarceladas eran mujeres. Las mujeres también trataron de liberar a sus maridos y otros parientes masculinos.
Durante las protestas de los mineros asturianos, el gobierno de la Segunda República respondió arrestando miles de mineros y cerrando sus centros de trabajo.  Las mujeres se sublevaron para apoyar a los mineros huelguistas y encarcelados luchando por su liberación y trabajando para mantener a sus familias.  Como continuación a ello, el Partido Comunista de España trató de evitar que su afiliadas tomaran un rol políticamente más activo de dentro del partido. Durante los enfrentamientos en Oviedo, muchas mujeres participaron en distintas funciones. Mientras unas de ellas atendían a los heridos, el conflicto seguía a su alrededor. Otras tomaron las armas. Muchas de ellas iban de puesto en puesto proporcionando a los huelguistas ánimos y alimento.
Durante el conflicto asturiano, hubo varios momentos en los que las mujeres estuvieron en el origen de la violencia. Esto generó paranoia en la derecha española sobre la creencia de que las mujeres arrebatarían por la fuerza el poder a los hombres. Ni en la izquierda ni en la derecha se consideraba que estas mujeres estuvieran haciendo nada heroico; de hecho, los hombres trataban de limitar su acción política. Las mujeres también construyeron barricadas, remendaron ropa, y participaron en protestas callejeras. Para muchas de ellas, era la primera vez que se involucraban en algo sin un chaperón ya que lo hacían en nombre de sus parientes encarcelados.  Algunas mujeres fueron asesinadas en el conflicto. Aida Lafuente participó en el frente, y murió durante el conflicto asturiano.
Algunas mujeres tuvieron funciones organizativas importantes entre bastidores, como por ejemplo Dolores Ibárruri, Isabel de Albacete y Alicia García. Les ayudaba el Comité de ayuda a hijos de trabajadores del PCE.
Recientemente, los historiadores están discutiendo si de hecho no fue la huelga de los mineros asturianos el inicio real de la guerra civil española. La imaginería del conflicto fue posteriormente utilizada por ambas partes como propaganda para impulsar sus propuestas, en particular por el PSOE que vio la situación como una llamada a la unidad política en la izquierda si querían tener cualquier esperanza de contrarrestar lo que veían como el ascenso del fascismo.  PSOE también utilizó imaginería centrada en el género para vender sus ideas. La propaganda utilizaba los eventos de octubre de 1934 para presentar mujeres en maneras que se ajustasen a los roles de género y que no cuestionaran sus funciones como mujeres. Esto fue concebido por el liderazgo masculino con la intención de contra-atacar la imagen de las mujeres como dirigentes políticas fuertes, que ponía nerviosa a la derecha. La propaganda de la derecha de aquella época presentaba a las mujeres como asesinas despiadadas, que desafiaban las normas de género para eliminar la idea de la maternidad española.

### El inicio de la Guerra Civil

Ubicación de Melilla, donde las fuerzas Nacionales empezaron su campaña en 1936.

El 17 de julio de 1936, el Unión Militar Española inició un golpe de Estado en España y el Norte de África.  Creyeron que tendrían una victoria fácil. Erraron en su análisis del apego de las personas a la Segunda República.  Con la República manteniendo la mayor parte del control sobre la armada, Franco y otros militares convencieron a Hitler para que proporcionase transporte a las tropas españolas desde el Norte de África a la península ibérica.  Ello llevó a la división de España, y a una larga guerra civil española.  La guerra no acabó oficialmente hasta el 1 de abril de 1939.
La coalición inicial de Franco incluía a monárquicos, republicanos conservadores, miembros de la Falange Española, carlistas, clérigos de la Iglesia católica y el ejército español. Tuvieron el apoyo de la Italia fascista y de la Alemania Nazi. El lado Republicano incluía a socialistas, comunistas, y otros grupos de izquierda.
La revuelta militar se anunció por radio en todo el país, y la gente tomó inmediatamente las calles para valorar el alcance de la situación, y si se trataba de un conflicto militar o político. Ibárruri acuñó la frase "¡No pasarán!" el 18 de julio de 1936 en Madrid mientras retransmitían desde una estación radiofónica del Ministerio del Interior, diciendo, "Más vale morir de pie que vivir arrodillado. ¡No pasarán!"
Al inicio de la Guerra Civil, había fundamentalmente dos organizaciones anarquistas: la Confederación Nacional del Trabajo (CNT) y la Federación Anarquista Ibérica (FAI). Representando a la clase obrera, trataron de impedir a los Nacionales tomar el control sirviendo a la vez como influencias reformistas dentro de España.
El Reino Unido, Francia, Alemania, Italia y la Unión Soviética firmaron el Tratado de No-Intervención en agosto de 1936, prometiendo no proporcionar apoyo material para la guerra a ninguna de las partes, incluso cuando Alemania e Italia ya proporcionaban su apoyo a la facción rebelde.

## La guerra Civil española (1936 - 1939)
Durante la Guerra Civil, la corriente dominante del feminismo de izquierdas adoptó un enfoque fundamentalmente individualista para enfrentarse a las desigualdades. A menudo hubo batallas al respecto, sobre si lo personal debía ser político y viceversa.
Algunos grupos desafiaron el feminismo occidental dominante de aquel periodo, incluyendo a Mujeres Libres. Mientras rechazaban expresamente la etiqueta de feminismo, la versión del feminismo de este grupo trataba de crear estructuras de liderazgo que incluyeran todo el mundo, en lugar de tener un modelo de liderazgo feminista paralelo al patriarcal. A muchas feministas no les gustaba la organización, al estar afiliada a la CNT, en la que las mujeres a menudo fueron apartadas de posiciones de liderazgo y animadas a unirse a organizaciones accesorias exclusivamente de mujeres. A otras no les gustó la decisión de Mujeres Libres de minimizar el rol de algunas dirigentes concretas, y hacer en cambio aparecer todas las acciones como resultado de la acción colectiva.

### Los derechos de las mujeres
Durante la Segunda República y las etapas iniciales de la Guerra Civil,  hubo una revolución social y económica en los derechos de las mujeres, especialmente en áreas de Cataluña. Debido a la naturaleza de la guerra, muchas reformas se implementaron de forma esporádica e inconsistente, y los avances conseguidos durante la última mitad de 1936 fueron eliminados en mayo de 1937. El 25 de diciembre de 1936, la Generalidad de Cataluña declaró legal el aborto por primera vez en la historia de España a través de un decreto del Departamento de Salud.  El Departamento de Salud, dominado entonces por los anarquistas, continuó con estas reformas en marzo de 1937 con normas para hospitales y clínicas sobre cómo llevar a cabo los abortos. El mismo gobierno también proporcionó por vez primera información y acceso subvencionado al control de natalidad, uniéndolo con información y tratamiento para enfermedades venéreas.
La liberación de la mujer fracasó en el lado republicano por la Guerra Civil. El no haberla implementado durante la Segunda República fue la causa principal de dicho fracaso, pues el sexismo que ya existía se reforzó a medida que progresaba la guerra progresó.

### Roles de género
La guerra civil española sirvió para romper los roles  tradicionales de género en el lado Republicano.  Permitió que las mujeres lucharan abiertamente en el campo de batalla, algo excepcional durante las guerras del siglo XX. La guerra también sirvió para eliminar la influencia de la Iglesia católica en la definición de los roles género en el lado Republicano.
Aunque la guerra puso fin a las normas de género, no supuso en cambio grandes progresos en igualdad laboral o respecto a que las tareas domésticas deban ser la función primaria de las mujeres. Entre bastidores, lejos del frente, se seguía esperando que las mujeres que trabajaban en las familias y para la oposición republicana siguieran cocinando para los soldados, lavaran sus uniformes, vigilaran a los niños y se ocuparan de las viviendas. Las mujeres que apoyaban a los militantes de la CNT no tuvieron que ocuparse de estas funciones, pero se seguía esperando que se ocuparan de sus compañeros en la manera tradicional.

### Los partidos políticos y actividad política
Durante la Guerra Civil, varias fuerzas políticas y del gobierno en el lado Republicano trataron de promover la participación de las mujeres. Tan sólo un grupo se ocupó abiertamente de objetivos feministas, concretamente Mujeres Libres. Para el resto de partidos políticos, grupos de trabajo y organizaciones de gubernamentales, los derechos de las mujeres y los objetivos feministas no estaban entre sus prioridades.

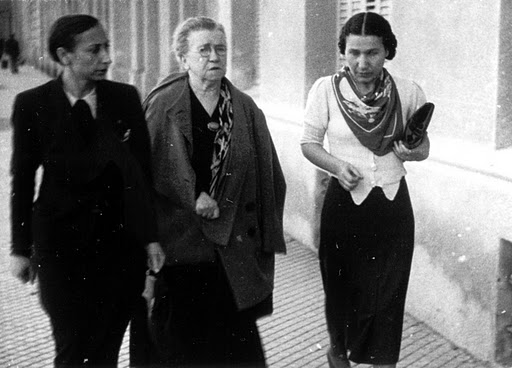
La activista anarco-feminista Lucía Sánchez Saornil junto a la anarquista rusa Emma Goldman (1938).

Las chicas de clase trabajadora se implicaron tanto con los anarquistas como con los socialistas, tratándose a menudo de mujeres castigadas de otros pueblos que provenían de diferentes partidos de izquierda. No había solidaridad. Pilar Vivancos explicó esto por la carencia de educación entre las mujeres, con el patriarcado existente dentro de los partidos poniendo a las mujeres en contra de ellas mismas en lugar de a trabajar juntas en pro de la emancipación de las mujeres.  No entendieron su verdadero significado, y  ello las hacía vulnerables al puritanismo político que más tarde se extendería por la izquierda.

#### Antifascistas
Las organizaciones antifascistas a menudo atraían una afiliación heterogénea.  En ciertos momentos ello podía generar importantes diferencias, discrepancias y distintas prioridades cuándo cuando se trataba de implementar programas antifascistas.  Diferentes grupos tales como los socialistas, comunistas o anarquistas a veces trataron de aprovecharse de ello dentro de estas organizaciones.
En aquel periodo, el POUM era el partido comunista disidente. Animaba a las mujeres a participar en sub-organizaciones de mujeres. Mientras la Agrupación de Mujeres Antifascistas (AMA) representaba a mujeres con gran variedad de antecedentes políticos antifascistas, acabó sirviendo como vehículo de la ortodoxia comunista designada para movilizar a las mujeres para que apoyaran la causa comunista en el lado Republicano de la guerra civil.
Solidaridad Internacional Antifascista contaba con mujeres tanto en posiciones de liderazgo como en otras posiciones más abajo en la jerarquía. En contraste, Mujeres Libres era una organización accesoria a la CNT, y a menudo se negó a las mujeres un sitio en la mesa pues algunos dirigentes anarquistas consideraban que personas adultas, y no mujeres, deberían tomar las decisiones.  Los anarquistas a menudo no estaban dispuestos a apoyar a las mujeres que luchaban contra los problemas de aquella época. Siempre se planteaba si las mujeres tendrían que ser plenamente integradas o trabajar en grupos exclusivos de mujeres para conseguir sus objetivos concretos.  Ello tuvo como consecuencia que el movimiento fue menos eficaz a la hora de cumplir sus objetivos en relación con las mujeres.
Mujeres Libres

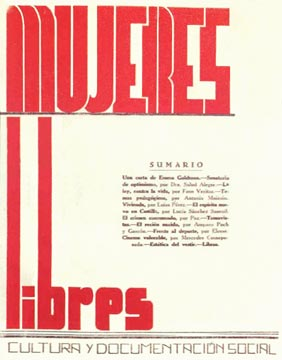
La primera edición de Mujeres Libres, revista publicada por la organización del mismo nombre

Mujeres Libres se convirtió en una de las organizaciones anarquistas de mujeres más importantes durante la Guerra Civil. Los líderes de la Guerra Civil contaron con la ayuda de mujeres que pasaban de la CNT a esta asociación. La importancia de la asociación fue resultado de sus diferentes iniciativas, entre las que estaban realizar programas educativos, tratando de aumentar la alfabetización de las mujeres.  También organizaban cocinas colectivas, centros de cuidado de día controlados por los padres, y proporcionaban información prenatal y sobre la salud de los niños para futuros padres. Una de sus prioridades fundamentales durante la Guerra Civil fue la lucha contra la prostitución. La educación se consideraba un aspecto clave en este sentido, pues se creía que las mujeres con educación tendrían menos probabilidad de dedicarse a la prostitución. En 1938, tenía en torno a unos 20 000 miembros. Mujeres Libres también publicó una revista del mismo nombre. Los artículos se centraban en la autonomía personal, la creación de la identidad femenina, o la autoestima. A menudo se ocupaba también de los conflictos de identidad entre ser mujer y ser madre, y cómo las mujeres deberían gestionar su identidad como figuras maternas.
El octubre de 1938, el congreso de la CNT en Barcelona no dio la bienvenida a Mujeres Libres, prohibiendo la entrada a una delegación de 15 mujeres. En ocasiones anteriores, las mujeres habían podido atender el congreso, aunque sólo como representantes de otras organizaciones anarquistas mixtas. No se toleraba una asociación exclusiva de mujeres. Las mujeres protestaron pero no recibieron ninguna explicación hasta una reunión extraordinaria del CNT el 11 de febrero de 1939. La explicación consistió en que "una asociación de mujeres independientes socavaría la fuerza global del movimiento libertario e introduciría un elemento de desunión que tendría consecuencias negativas para el desarrollo de los intereses de la clase trabajadora y el movimiento libertario en su conjunto."
Los anarquistas de otros países se sentían desconcertados por organizaciones como Mujeres Libres, ya que los debates sobre los derechos de las mujeres entre las anarquistas españolas se basaban a menudo en aumentar sus derechos pero manteniendo a la vez funciones de género tradicionales. Las miembros de más edad eran a menudo muy críticos con las más jóvenes, a las que veían demasiado indecisas para entrar en acción y a las que consideraban obsesionadas con la sexualidad, el control de la natalidad y el acceso al aborto.
Mujeres Libres se disolvió antes del final de la Guerra Civil.

#### Comunistas
Aunque existían otras organizaciones comunistas, el Partido Comunista de España (PCE) siguió siendo el dominante. Durante el primer año de la Guerra Civil, la afiliación al PCE creció rápidamente hasta casi triplicarse. Entre el campesinado, las mujeres representaban casi un tercio de sus miembros.
Durante la Guerra Civil, Ibárruri se ganó el apodo de La Pasionaria mientras viajaba a lo largo y ancho del país para hablar en contra de las fuerzas franquistas. Utilizaba la radio para difundir su mensaje, obteniendo fama por llamar a hombres y mujeres a las armas con su "¡No pasarán!" Otro de sus famosos dichos durante la Guerra Civil era: "es mejor de morir de pie que vivir de rodillas." El Partido Comunista no aprobaba su vida privada, y le solicitó que pusiera fin a su relación con otro miembro del partido que era 17 años más joven, cosa que ella hizo.

#### Socialistas
Durante la Guerra Civil, los grupos socialistas todavía no tenían participación femenina, por los mismos problemas que ya existían antes de la guerra. Cuándo las mujeres socialistas querían involucrarse, tenían que hacerlo o bien a través de las juventudes socialistas o mediante alianza con las comunistas, que aceptaban mejor a las mujeres y dónde era más probable que pudieran llegar a posiciones de liderazgo.
En otros países, las mujeres socialistas estuvieron más activas en su oposición a la guerra civil española. Mujeres socialistas belgas se opusieron a la neutralidad de su partido durante la Guerra Civil. Como respuesta a esta decisión, estas mujeres se involucraron en la evacuación de refugiados.  Consiguieron enviar a 450 niños vascos a Bélgica en marzo de 1937. Con la asistencia de la Cruz Roja belga y de la Ayuda Roja Comunista, mujeres socialistas organizaron la reubicación de en torno a 4000 refugiados españoles.
El PSOE siguió ignorando los problemas específicos de las mujeres durante la Guerra Civil. Cuándo las mujeres quisieron afiliarse al partido, se encontraron con que les resultaba imposible llegar a posiciones de liderazgo. El PSOE también rechazó enviar mujeres al frente, perpetuando la creencia sexista de que las mujeres eran más útiles a la guerra quedándose en casa. Una de las pocas milicianas socialistas identificada públicamente en este periodo fue María Elisa García, quien sirvió como miliciana con las Milicias Populares como miembro del batallón Somoza en Asturias.

### Los medios de comunicación y la escritura
La guerra civil española inspiró muchas obras de ficción y no-ficción, escritas tanto por escritores españoles como internacionales. Como resultado de ello, más tarde se hablaría de "la guerra de poetas". Aunque había muchas recopilaciones literarias y análisis literarios de estas obras durante y después de la guerra, pocos o ninguno se encargó de las obras realizadas por mujeres en este periodo.
A medida que avanzaba la Guerra Civil, más organizaciones antifascistas empezaron a publicar revistas y periódicos para mujeres, tratando específicamente sus necesidades. Sin embargo, esto no incrementó en modo alguno el poder de las mujeres. Mujeres Libres Publicó una revista del mismo nombre. Sus artículos se centraban en autonomía personal, la creación de identidades femeninas, y la autoestima.
Las mujeres de milicia o milicianas en el frente a menudo escribían sobre sus experiencias para su publicación en los medios de comunicación del partido. Uno de sus temas favoritos era la desigualdad en el frente, y la expectativa de que además de en el combate, ellas asumieran funciones de apoyo como atender a los heridos, cocinar y limpiando mientras los hombres tenían tiempo para descansar.

## La España franquista (1938 - 1973)
El feminismo dominante desapareció en gran medida del discurso público, siendo reemplazado por un feminismo opresivo patrocinado por el estado, que en realidad no era más que una forma de apoyar los roles tradicionales de género existentes en España que negaban a las mujeres autonomía personal y política. La Sección Femenina de  la Falange intentó describir el feminismo como forma de depravación, asociandolo a abusos de drogas y otros males que atormentaban a la sociedad. El feminismo estatal, expresado a través de la Sección Femenina, presentaba a Isabel la Católica y a Teresa de Jesús como símbolos de inspiración para las mujeres españolas. En primer lugar fueron utilizadas por mujeres franquistas durante la Guerra Civil, y recordaban a las mujeres que su función era convertirse en madres y dedicarse al piadoso mundo de su casa.

### Roles de género
El fin de la Guerra Civil, y la victoria de las fuerzas fascistas, supuso el regreso de las funciones de género tradicionales en España. Ello incluía la imposibilidad de las mujeres de servir en combate en el ejército. Hubo algo más de flexibilidad en el ámbito laboral, en el que las que las mujeres tenían una necesidad económica de hacerse oír. También empezaba a considerarse aceptable que las mujeres trabajaran fuera de casa, aunque las opciones se limitaban a las funciones definidas como tradicionalmente femeninas, tales como enfermeras, o en cocinas u orfanatos. Sin embargo, en términos generales, el final de la Guerra Civil supuso una doble pérdida para las mujeres Republicanas, puesto que primero les quitó su limitado  poder político y la identidad como mujeres que habían conseguido durante la Segunda República y en segundo lugar, las obligó a volver a los confines de sus casas.
Con estrictas normas de género de nuevo en vigor, las mujeres que habían encontrado trabajos antes y durante la Guerra Civil, tuvieron más dificultades para encontrar oportunidades laborales en el periodo de guerra. Las maestras que habían trabajado en las escuelas republicanas eran a menudo incapaces de encontrar trabajo. Las normas de género se reforzaron a través de la Sección Femenina. Para poder llegar a tener la posibilidad de trabajar, estudiar o viajar se obligaba a las mujeres a tomar clases de cocina, costura, cuidado de menores y sobre el rol que debía tener la mujer. Si las mujeres no acudían a estas clases, se les negaba el permiso.

### Los derechos de las mujeres
Los pilares para la Nueva España de Franco se transmitían a través del nacionalsindicalismo y del nacionalcatolicismo. Tras la Guerra Civil, el estatus legal de las mujeres en gran medida volvió a las condiciones del Código napoleónico que había sido incorporado por primera vez a legislación española en 1889. El periodo de posguerra supuso el regreso de leyes que imponían tutelas a las mujeres. Dependían de sus maridos, padres y hermanos si querían trabajar fuera de la casa. No fue hasta que hubo escasez de mano de obra cuando se modificó la legislación en torno a las oportunidades laborales para las mujeres. Las leyes adoptadas en 1958 y 1961 proporcionaban una oportunidad muy limitada para que  las mujeres pudieran trabajar en labores no-domésticas fuera de casa. En marzo de 1938, Franco suprimió las leyes que regulaban el matrimonio civil y el divorcio que habían sido aprobadas durante la Segunda República. La Ley de vagos y maleantes adoptada en 1954 incrementó la represión hacia las mujeres, y en particular las lesbianas. La ley puso a muchas lesbianas en instituciones psiquiátricas y sometidas a tratamiento de electroshock.
El periodo franquista supuso una significativa vuelta atrás en derechos de las mujeres. La situación de las mujeres era incluso más regresiva que la que habían tenido las mujeres en la Alemania nazi. Necesitaban permiso para llevar a cabo multitud de actividades básicas, incluyendo solicitar trabajo, abrir una cuenta bancaria o ir de viaje. La legislación durante el periodo fraquista permitía a los maridos matar a sus esposas si eran sorprendidas en acto de adulterio.

### Activistas y organizaciones políticas
El feminismo dominante en España se ocultó y pasó a ser clandestino en el periodo de posguerra, como respuesta a la severidad y la mano dura impuestas por la España franquista. El Partido Comunista de España se convirtió en la organización política clandestina dominante en España al final de la guerra civil, siguiendo involucrada en acciones feministas. Mantuvo esta posición hasta que fue reemplazado por el PSOE después de la muerte de Franco. Las mujeres estuvieron bastante involucradas en el partido, ayudando en la organización de la resistencia armada encubierta, asumiendo roles de liderazgo y ayudando a crear vínculos entre los líderes políticos en el exilio y aquellos activos sobre el terreno en España.
Durante la década de los cuarenta y los cincuenta, el rol de la mujer está supeditado a los objetivos políticos de oposición a la dictadura. Aun así, se crearon organizaciones femeninas entre cuyas actividades se encontraba ser enlaces con los presos transmitiendo información y la creación y distribución de panfletos y propaganda contra el Régimen. En 1946 la Liga Patriótica de Muchachas llamaba a la creación de círculos femeninos en fábricas, oficinas, barrios y talleres sin importar la idea u organización política que se tuviese:

«Tenemos que dar la batalla final a Franco y Falange y no podemos quedarnos a un lado. Hay fábricas en Madrid donde trabajan muchachas y en las cuales funcionan ya los círculos de la LIGA PATRIÓTICA DE MUCHACHAS, orientando al resto de las jóvenes no organizadas, recogiendo dinero para los presos y dando ejemplo de solidaridad [...] llevando a cabo todo tipo de tareas de nuestro movimiento. [...] Hay que trabajar hasta que no quede ni una sola fábrica, taller,oficina, instituto o barriada sin constituir los círculos de la LIGA PATRIÓTICA DE MUCHACHAS agrupando en ellos a muchachas de la J.S.U., republicanas, libertarias, católicas, sin organización alguna, simplemente antifranquistas. Hay que derrotar a Franco[...] 

¡¡CONTRA EL HAMBRE; CONTRA EL TERROR!! ¡¡AMNISTIA!!
¡¡POR UNA PATRIA LIBRE Y FELIZ!!
¡¡ABAJO FRANCO Y FALANGE!!
¡¡VIVA LA LIGA PATRIÓTICA DE MUCHACHAS!!
(Abril de 1946)
 (Octavilla Llamamiento, Liga Patriótica de Muchachas, 1946. Archivo Histórico del PCE)

En los cincuenta los objetivos de los panfletos siguen siendo la lucha contra el franquismo. Sin embargo el 8 de marzo de 1956 se difundió por España un folleto creado en el extranjero de la Asociación de Mujeres Antifascistas y la Unió de Dones de Catalunya cuyo objetivo de crear un frente nacional antifranquista en el que se reclamaba la igualdad de género. A principios de los sesenta tanto Unión Democrática de Mujeres como Comisiones Obreras de Mujeres (C.O.M.) insertan junto a los párrafos de la lucha política algunos que atañían a los problemas cotidianos como la subida de sueldos, vivienda digna, la libertad a los presos o el acceso a la educación de los hijos. Con el transcurso de los sesenta y principio de los setenta encontramos que en panfletos y octavillas tanto la lucha política como la lucha de las mujeres se conciliaron y la movilización de las mujeres también toman cuerpo.

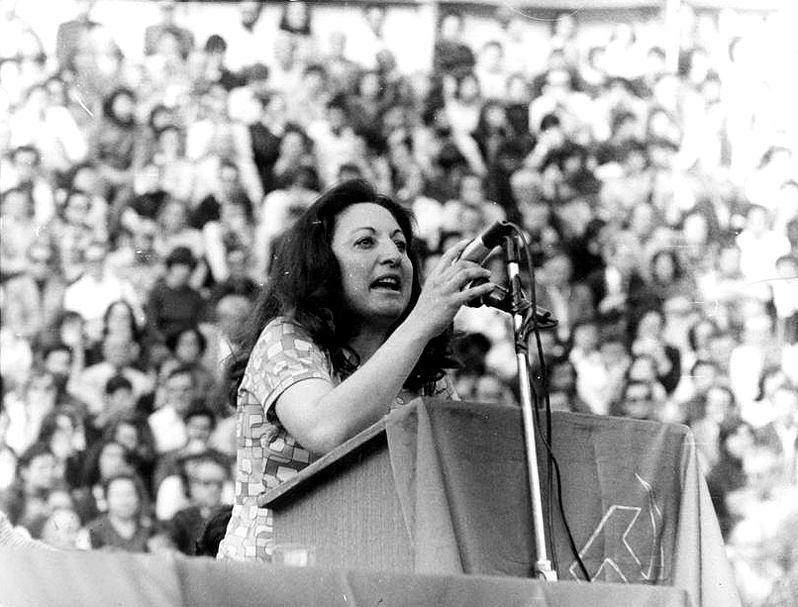
Dulcinea Bellido, miembro fundadora de M.D.M.

Las mujeres vinculadas a la mundo obrero, vecinal y universitario comienzan a formar parte de las protestas y comienzan a tener un mayor protagonismo. Las publicaciones clandestinas creadas por ellas y dirigidas a ellas. Sin desligarse de la militancia antifranquista y tachando a la dictadura de ser el mayor obstáculo para romper con el patriarcado, dichas publicaciones comienzan a hablar de igualdad y los derechos de la mujer. Entre las publicaciones destacaron "La mujer y la lucha", del Movimiento Democrático de Mujeres; la gallega "Alborada. Órgano de la mujer democrática"; y la catalana "Butlletí del Moviment Democrátic de Dones. El contenido de las publicaciones, con un tono intelectual sin apenas consignas que llevasen a la agitación, eran reflexiones y argumentaciones acerca de la discriminación que sufría la mujer, reivindicaciones de igualdad. "La mujer y la lucha", cuyo lema era "una publicación nueva para una mujer nueva", fue la que tuvo más continuidad y una mayor organización.
En un principio las octavillas y panfletos dedicadas a las mujeres tienen una visión de "mujer antifranquista", pero a finales de los sesenta tornaran a tratar sobre los problemas de género. La organización más destacada, M.D.M., comenzó a tratar en sus octavillas temas como la discriminación, el techo de cristal y los menores salarios. A mediados de los setenta comienzan a escribirse octavillas netamente de temática de género. En 1975, el Movimiento de Liberación de la Mujer, con motivo del Día Internacional de la Mujer, repartía octavillas con una finalidad didáctica centrandose en la igualdad política y social: 

El 28 de marzo de 1907 [Sic], en los Estados Unidos, miles de mujeres salieron a la calle y celebraron asambleas exigiendo derechos políticos para la mujer.

En 1907, durante la celebración del I Congreso Internacional de Mujeres Socialistas, Clara Zetkin, revolucionaria rusa, propuso que todos los años y en todos los países del mundo se celebrara un Día Internacional de la Mujer Trabajadora.
El 8 de marzo de 1917, celebrandose ya ese día [...] las mujeres de Petrogrado, animadas por el slogan "Pan para nuestros hijos y el regreso de nuestros maridos de las trincheras constituyeron [...] la chispa que iba a desencadenar el proceso revolucionario de 1917.
En 1975, en la España franquista, donde las mujeres y los hombres de la clase trabajadora siguen marginados de la vida política de su país,[...] que en el caso de la mujer tiene además otras muchas manifestaciones [...] sobre-explotación, [...], opresión generalizada por ser mujer [...] el Día Internacional de la Mujer sigue teniendo plena y total vigencia.
NUESTROS OBJETIVOS
El Día Internacional de la Mujer se propuso como objetivo [...] obtener la igualdad política y social de la mujer para una sociedad verdaderamente justa. La igualdad que nosotras propugnamos no es meramente jurídica ni tampoco consiste en obtener privilegios o desventajas del hombre de la clase a la que pertenecemos. No solo queremos tener acceso al mundo del trabajador asalariado o ganar igual salario que el hombre. QUEREMOS PARTICIPAR EN LA CONSTRUCCIÓN DE UNA SOCIEDAD NUEVA EN LA QUE NO EXISTAN EXPLOTADORES Y EXPLOTADOS, PRESORES [Sic] NI OPRIMIDOS.
NUESTRAS PROPUESTAS
1.- Participar en las agrupaciones políticas, allí donde se desarrollan nuestras vidas: centros de trabajo, barrios, etc.
2.- Exigir la creación de centros sociales, gratuitos o colectivos que sustituyan las tareas que todas realizamos asilada y repetitivamente en el hogas: Guarderis, comedores colectivos, lavanderías, etc.
3.- Conquistar la legalización del control de la natalidad e imponer el derecho de cada mujer a controlar su propio cuerpo.
4.- Suprimir la discriminación que actualmente se hace de la mujer en la legislación española en el trabajo, en la familia.
5.- Desarrollar organizaciones de mujeres para luchar por nuestros derechos y combatir el sexismo [...]
¡MUJER TRABAJADORA, AMA DE CASA, ESTUDIANTE! LOS DERECHOS NO SE REGALAN ¡SE CONQUISTAN!
COMIENZA DENUNCIANDO LA DISCRIMINACIÓN Y REUNIENDOTE CON OTRAS MUJERES PARA CONSIDERAR TUS PROBLEMAS, PARA LUCHAR POR ELLOS!

(Octavilla Día Internacional de la Mujer, Movimiento de Liberación de la Mujer, 1975. Archivo Histórico del PCE)

Una vez muerto Franco, el 20 de noviembre de 1975, entre los días 6 y 9 de diciembre se celebraron en Madrid las Jornadas por la Liberación de la Mujer con carácter nacional en las que se debatió sobre el feminismo español. Las dos posturas fueron entre las partidarias de una doble militancia (feminista y política junto a partidos y organizaciones) y otra partidaria de un feminismo al margen de partidos, sindicatos y otras organizaciones políticas.
Es en 1976 cuando se empieza a crear octavillas con objetivos feministas, destacando la creada a doble cara por el M.D.M. y el Movimiento de Liberación de la Mujer titulado "Manifiesto a las mujeres universitarias". Se trató de una elaboración intelectual que invitaba más al debate que a la agitación. En ella se razonaban las afirmaciones y se explicaban. Trataba sobre la discriminación que sufría la mujer y la pasividad del movimiento estudiantil. En ella ambos movimientos se definen como feministas, interclasista y partidario del feminismo militante y una militancia política para construir la democracia a partir de movilizaciones. También crítica el machismo del profesorado, reivindica la legalización de los anticonceptivos y la creación de guarderías para hacer compatibles los estudios y la maternidad.

### Los medios de comunicación y las escritoras
Margarita Nelken, María Martínez Sierra y Carmen de Burgos habían sido todas ellas escritoras feministas del periodo de preguerra. Después de la guerra, su trabajo estuvo sometido a la censura. Las feministas españolas del periodo de posguerra a menudo tuvieron que exiliarse para poder seguir en activo. Entre las obras de estas escritoras cabe mencionar Nada de Carmen Laforet de 1945 y La mujer nueva de 1955, o Primera memoria por Ana María Matute de 1960. Las obras de algunas feministas extranjeras también consiguieron llegar a España, por ejemplo  El segundo sexo publicado en francés en 1947 por Simone de Beauvoir.
En el interior de España, bien conectadas, algunas feministas españolas que a menudo tenían origen aristocrático pudieron en ocasiones publicar sus trabajos para consumo doméstico a partir de 1948. Entre estas obras cabe mencionar las de María Lafitte, Condesa de Campo Alanaga, y Lilí Álvarez. Obras de feministas republicanas de preguerra como Rosa Chacel o María Zambrano, que continuaron escribiendo desde el exilio, también llegaron a España de contrabando.

## Adenda
Las valiosas contribuciones de feministas y mujeres españolas que lucharon en el lado Republicano no han sido difundidas como debían, y las historias de las propias mujeres a menudo fueron ignoradas. Una de las razones fundamentales de este ocultamiento fue el sexismo existente en la época. Las mujeres y los problemas de las mujeres no se consideraban importantes, especialmente para los franquistas. Cuándo se trataba sobre la implicación de las mujeres en la guerra civil española, se trataba a modo de anécdotas que no tenían nada que ver con la narrativa de la guerra ni con el movimiento feminista.  Además, como los nacionales ganaron la guerra, fueron ellos los encargados de escribir la historia. Dado que abogaban por el regreso a los roles tradicionales de género, tenían menos motivos que las fuerzas Republicanas para hablar sobre la importancia de la implicación del movimiento feministas y de las mujeres en el bando que perdió la guerra.